# 897 Lysistrata
897 Lysistrata este un asteroid din centura principală, descoperit pe 3 august 1918, de Max Wolf.

## Denumirea asteroidului
Numele asteroidului face referire la personajul din comedia cu același nume, Lysistrata, de dramaturgul antic grec Aristofan.